# Veneziamestre Rugby 1986
Il Veneziamestre Rugby 1986 fu un club italiano di rugby a 15 di Venezia.
Nacque il 6 ottobre 1986 come Venezia Mestre Rugby Football Club per fusione delle realtà rugbistiche veneziane rappresentanti i due principali centri cittadini: il Venezia Rugby Football Club, fondato nel 1948 e rappresentante la laguna, e il Rugby Mestre, fondato nel 1965 e rappresentante la terraferma.
Dopo quasi un ventennio nelle serie minori del campionato italiano, nel 2005 la prima squadra fu promossa in Super 10, la prima divisione nazionale, e, salvo una parentesi in A1, mantenne la categoria fino al 2011 quando la squadra venne esclusa dal campionato e la Società dichiarata fallita causa insolvenze finanziarie dal Tribunale di Venezia nel mese di dicembre.
Durante le cinque stagioni di militanza in Super 10, il Casinò di Venezia fu sponsor principale e title sponsor della formazione; per questa ragione la squadra fu spesso nota semplicemente come Casinò di Venezia.

## Storia

### Le origini
La pratica del rugby a Venezia ebbe origine negli anni 1930, prime notizie datate 1936, con la formazione di una squadra nel GUF Venezia, emanazione dei gruppi universitari fascisti, che partecipò alla Divisione Nazionale 1940-41.
Solo nel dopoguerra, nel 1948, si formò la prima società sportiva con il nome di Veneziana Rugby, che vestiva maglie di colore giallo-rosso a strisce orizzontali.

### Dal Venezia Rugby al Venezia RFC
Negli anni cinquanta, con l'arrivo della sponsorizzazione Faema, la ristrutturazione societaria in Venezia Rugby portò al cambiamento dei colori sociali, divenuti bianco e granata. In quegli anni, la prima squadra militò in serie B, all'epoca il campionato nazionale di seconda divisione. Dopo l'era Faema, arrivò la Pelv, e al termine della stagione 1955-56, si classificò prima nel proprio girone, venendo assegnata al campionato di serie A per la stagione successiva. Militò in massima serie nel 1956-57 e 1957-58, classificandosi rispettivamente 5ª e 3ª nel girone, prima di rinunciarvi nel 1958-59, costretta ad interrompere l'attività per mancanza di un impianto sportivo dopo che il Comune di Venezia non rinnovò l'affitto dello stadio Penzo. Nell'estate 1959, grazie alla contributo del CUS Venezia, la Società si iscrisse al campionato di serie A 1959-60, piazzandosi al 6º posto nel girone B. La partecipazione all'Eccellenza 1960-61 fu l'ultima stagione in prima divisione, terminata con la retrocessione in serie B.
Dopo la partecipazione del 1959, nel 1967 venne creata la sezione rugby in seno al CUS Venezia, e la successiva ridenominazione della squadra in CUS Venezia Rugby. Per più di quindici anni la formazione veneziana occupò saldamente i vertici della serie B nazionale, pur non riuscendo mai ad accedere alla prima divisione; la sconfitta nello spareggio promozione 1966-67 fu il tentativo più prossimo alla promozione. Nel 1997 il club venne relegato in serie C, ma quattro stagioni più tardi riconquistò la categoria. Nel 1982, con l'uscita del CUS, la Società cambiò denominazione in Venezia Rugby Football Club, che, dopo tre anni di serie B, retrocedette anch'esso in C nel 1985.

### Il Venezia Mestre RFC
Il 6 ottobre 1986, al termine della stagione di serie C 1985-86, si decise la fusione tra le società del Venezia Rugby Football Club e del Mestre Rugby, il primo presidente della neonata Veneziamestre Rugby Football Club fu Cristiano Zennaro, già presidente del Venezia RFC.
Il cambiamento radicale, con lo spostamento del centro dell'attività sportiva in terraferma, non venne accettato da tutti: alcuni giocatori e dirigenti veneziani, che avrebbero dovuto confluire nel Veneziamestre RFC, decisero di dar vita ad una nuova società, la S.S. Rugby Lido Venezia, rimanendo a giocare al Lido.
Il club milita in serie C fino alla promozione in serie B, al termine della stagione 1999-2000. Al termine della stagione 2004-05 è Campione d'Italia di serie A e promossa in Super 10, dopo aver battuto nettamente in finale la Capitolina con il punteggio di 44-8. Ma l'esperienza in massima serie dura solo il tempo di una stagione: la neopromossa, nota come “Casinò di Venezia” per ragioni di sponsorizzazione legate allo sponsor principale, si classifica ultima al termine della stagione regolare venendo retrocessa. Al termine della stagione successiva però, è di nuovo Campione d'Italia di serie A e viene nuovamente promossa in Super 10. Partecipa saldamente al campionato per le successive stagioni 2007-08, 2008-09 e 2009-10, al termine della quale viene retrocessa. Viene tuttavia ripescata per la stagione 2010-11, per motivi di ristrutturazione del campionato che riprende la denominazione storica di “Eccellenza”. Al termine della stagione regolare si classifica ultima, senza punti e senza vincere nemmeno una partita.
In Coppa Italia partecipa fermandosi sempre alla fase a gironi, tranne che per l'edizione 2008-09 dove, dopo aver chiuso al primo posto nel girone B con tre vittorie e una sconfitta, approda in semifinale, dove batte 31-28 il Rovigo a Favaro Veneto, prima di arrendersi di misura contro l'Overmach Parma in finale, al Battaglini di Rovigo, per 18 a 20.
Nel settembre 2011 la squadra viene esclusa dal campionato di serie A1 per insolvenze finanziarie. La Società sua proprietaria viene dichiarata fallita dal Tribunale di Venezia a dicembre. 
Dalle ceneri del Veneziamestre  Rugby verrà creata, pochi mesi dopo, una nuova associazione sportiva denominata Lyons Venezia Mestre, la quale pur avendo inizialmente ottenuto la promozione in Serie B, si dissolverà durante la stagione 2014-15.
Il 24 giugno 2016 viene costituita la San Marco Rugby Venezia Mestre, nuova società sportiva tutt'ora militante nel campionato italiano di Serie B.

## Cronistoria
| Cronistoria del Veneziamestre Rugby 1986 |
| --- |
| - 1948 · Nascita della Veneziana Rugby - 1948-49 · serie C - 1949-50 · 1º gir. Veneto serie C; sconf. semifinale ripescaggio in serie B - 1950-51 · 7º gir. B serie B retrocessione in serie C - 1951-52 · 1º gir. Veneto serie C promozione in serie B - 1952 · Ristrutturazione in Venezia Rugby - 1952-53 · 4º gir. B serie B - 1953-54 · 3º gir. B serie B - 1954-55 · 3º gir. D serie B - 1955-56 · 1º gir. B serie B assegnata alla serie A - 1956-57 · 5º gir. A serie A - 1957-58 · 3º gir. A serie A - 1958-59 · Rinuncia alla serie A; interruzione dell'attività per mancanza di infrastrutture - 1959 · Partecipazione del CUS Venezia; iscrizione in serie A - 1959-60 · 6º gir. B serie A - 1960-61 · 7º gir. B Eccellenza retrocessione in serie B - 1961-62 · 3º gir. finale serie B - 1962-63 · 3º gir. B serie B - 1963-64 · 3º gir. A serie B - 1964-65 · 3º gir. finale serie B - 1965-66 · 3º gir. B serie B - 1966-67 · 1º gir. B serie B; sconf. spareggio promozione - 1967 · Cambio assetto in CUS Venezia Rugby - 1967-68 · 3º gir. B serie B - 1968-69 · 3º gir. B serie B - 1969-70 · 1º gir. D serie B - 1970-71 · 9ª serie B - 1971-72 · 4º gir. A serie B - 1972-73 · 5º gir. A serie B - 1973-74 · 5º gir. A serie B - 1974-75 · 5º gir. B serie B - 1975-76 · 8º gir. A serie B - 1976-77 · 11º gir. A serie B retrocessione in serie C - 1977-78 · 3º gir. D serie C - 1978-79 · 3º gir. L serie C - 1979-80 · 1º gir. F serie C - 1980-81 · 2º gir. A serie C1 promozione in serie B - 1981-82 · 6º gir. A serie B - 1982 · Cambio assetto in Venezia Rugby Football Club - 1982-83 · 7º gir. A serie B - 1983-84 · 8º gir. A serie B - 1984-85 · 4º gir. B salvezza serie B retrocessione in serie C1 - 1985-86 · 2º gir. E serie C1 - 1986 · 6 ottobre: fusione con il Rugby Mestre; nascita del Venezia Mestre Rugby Football Club - 1986-87 · 4º gir. F serie C1 - 1987-88 · 5º gir. C serie C1 - 1988-89 · 5º gir. C serie C1 - 1989-90 · 7º gir. C serie C1 - 1990-91 · 6º gir. C serie C1 - 1991-92 · 8º gir. C serie C1 - 1992-93 · 8º gir. C serie C1 - 1993-94 · 6º gir. C serie C1 - 1994-95 · 1º gir. C serie C1 promozione in serie B - 1995-96 · 3º gir. C serie C1 - 1996-97 · 6º gir. C serie C1 - 1997-98 · 7º gir. C serie C1 - 1998-99 · 7º gir. C serie C1 - 1999-2000 · 1º gir. C serie C1 promozione in serie B - 2000-01 · 8º gir. B serie B - 2001-02 · 3º gir. B serie B - 2002-03 · 1º gir. C serie B promozione in serie A2 - 2003-04 · 2ª serie A2 promozione in serie A1 - 2004-05 · 1ª serie A1; Campione d'Italia di serie A (1º titolo) promozione in Super 10 - 2005-06 · 10ª Super 10 retrocessione in serie A1 - 2006-07 · 1ª Serie A1; Campione d'Italia di serie A (2º titolo) promozione in Super 10 - 2007-08 · 8ª Super 10 - 2008-09 · 9ª Super 10 - 2009-10 · 10ª Super 10 retrocessione in serie A1 - 2010-11 · 12ª Eccellenza retrocessione in serie A1 - 2011 · Esclusione dalla serie A1; fallimento societario per insolvenze finanziarie |

## Allenatori e presidenti
- 1948-1999  ...
- 1999-2001  Armando Bonetto
- 2001-2002  Pasquale Presutti
- 2002-2003  Armando Bonetto
- 2003-2005  Eugenio Eugenio
- 2005-2006  Jean-Michel Vuillemin
 Moreno Trevisiol
- 2006-2007  Jean-Louis Serris[4]
- 2007-2008  Umberto Casellato
- 2008-2009  Christian Gajan
- 2009-2010  Marzio Innocenti
 Alejandro Canale
- 2010-2011  Mauro Marcuglia

- 1948-xxxx  ...
- 1994-1998  Renzo Doria
- 1999-2001  Massimo Ballarin
- 2002-2011  Tommaso Pipitone

## Palmarès
- Campionati italiani di serie A: 2
2004-05, 2006-07

## Stagioni
Le stagioni sportive del club si riferiscono ai soli campionati maggiori professionistici di Lega.

## Giocatori di rilievo
Di seguito elencati i giocatori di maggiore rilievo internazionale che hanno vestito la maglia del club veneziano:
- Warwick Taylor
- Leopoldo de Chazal
- Fernando Higgs
- Danilo Carpente
- Denis Dallan
- Manuel Dallan
- Andrea Gritti
- Alberto Lucchese
- Jean-François Montauriol
- Scott Palmer
- Massimiliano Perziano
- Ramiro Pez
- Corrado Pilat
- Walter Pozzebon
- Giorgio Troncon
- Tony Penn
- Marian Tudori
- Sergiu Ursache
- Calum MacRae
- Gareth Morton
- Sebastián Levaggi